# Pegasus (satélite)

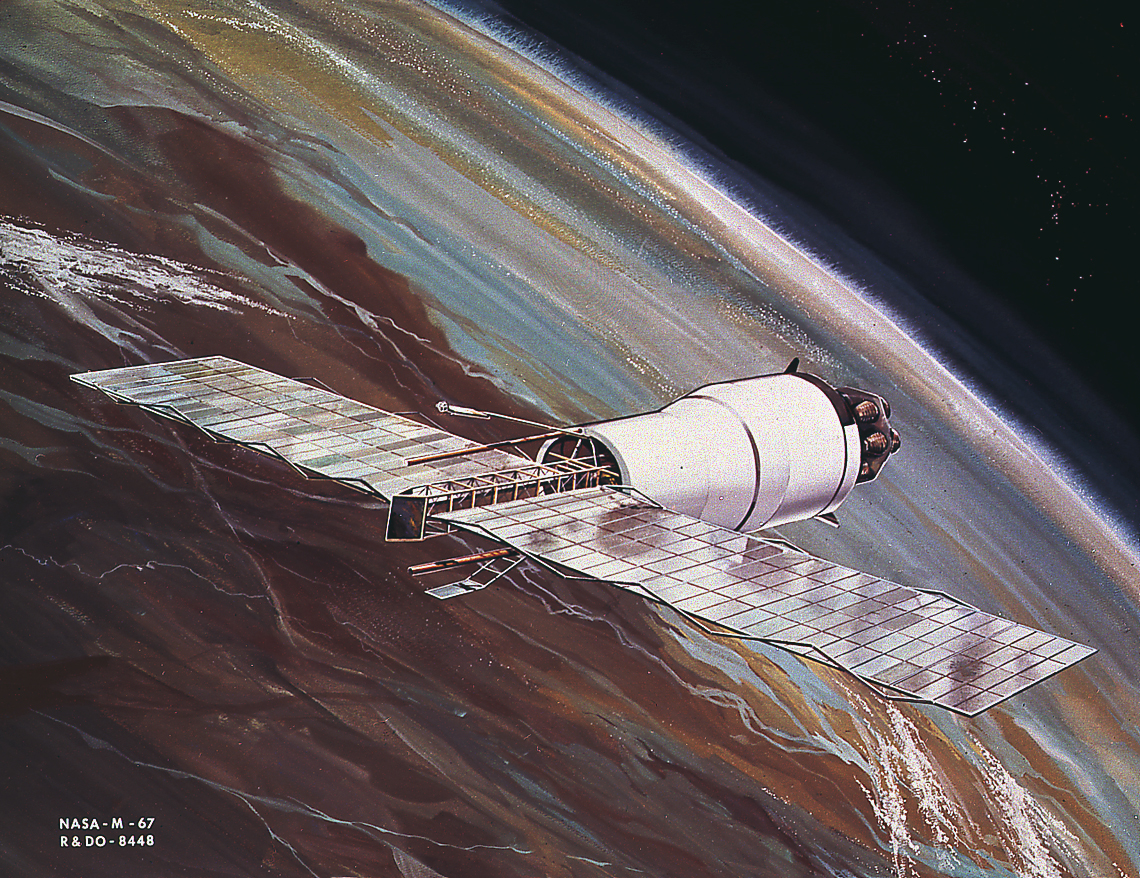
Satélite Pegasus.

Pegasus fue una serie compuesta por tres satélites lanzados en 1965 para estudiar la frecuencia de impacto y penetración de micrometeoritos en la órbita de la Tierra. El proyecto nació para determinar los riesgos que la nave espacial del programa Apolo y su tripulación correrían si partículas minúsculas pudiesen penetrar la estructura de la nave. El satélite fue bautizado con el nombre del caballo alado de la mitología griega (Pegaso) por sus enormes brazos que cargaban 208 paneles. Tenía una superficie de 700 m² con varias espesuras, y estaba provisto de sensores para determinar la frecuencia, tamaño, dirección y penetración de micrometeoritos a grandes altitudes. El Centro Aeroespacial Marshall de la NASA (MSFC) fue la unidad responsable de la producción y operación del proyecto Pegasus. Todas las misiones del Pegasus contribuyeron a tener una mejor comprensión y conocimiento adicional sobre la radiación en el espacio, los cinturones de Van Allen y otros fenómenos.

## Datos de la misión
Todos los satélites Pegasus fueron lanzados a órbita por el Saturno I.
- Pegasus A (1)
  - Lanzamiento: 16 de febrero de 1965
  - Vehículo de lanzamiento: misión A-103 (SA-8)
  - Declinación orbital: 17 de septiembre de 1978

- Pegasus B (2)
  - Lanzamiento: 25 de mayo de 1965
  - Vehículo de lanzamiento: misión A-104 (SA-9)
  - Declinación orbital: 3 de noviembre de 1979

- Pegasus C (3)
  - Lanzamiento: 30 de julio de 1965
  - Vehículo de lanzamiento: misión A-105 (SA-10)
  - Declinación orbital: 4 de agosto de 1969

- Datos: Q1756717
- Multimedia: Pegasus (satellite) / Q1756717